# Niall Ferguson
Niall Campbell Douglas Ferguson (18 d'abril de 1964, Glasgow) és un historiador, escriptor i professor britànic. Es va especialitzar en història econòmica i financera, així com en la història del colonialisme. Té la càtedra Laurence A.Tish d'Història a la Universitat Harvard i la càtedra William Ziegler d'Administració de negocis a la Harvard Business School. Va ser educat en la institució privada d'Escòcia i al Magdalen College de la Universitat d'Oxford.
El 2008, Ferguson va publicar The Ascent of Money: A Financial History of the World (El triomf dels diners: com les finances mouen el món), que va ser també presentat com una sèrie televisiva all Channel 4 del Regne Unit.